# 飯岡町

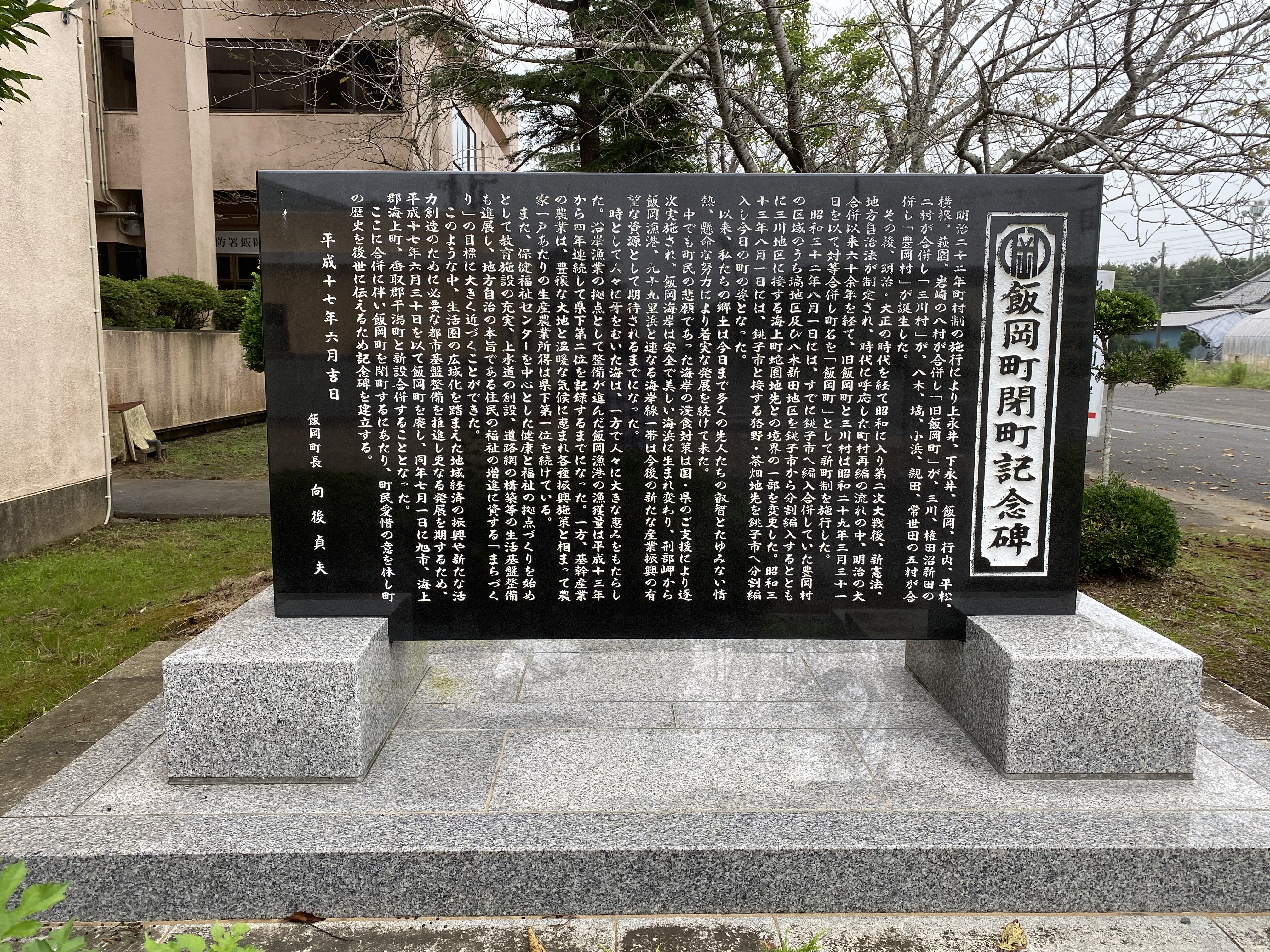
閉町記念碑

飯岡町（いいおかまち）は、千葉県海上郡にあった町。九十九里浜最東端で、夏には海水浴やサーフィンで賑わった。

## 歴史
17世紀の終わりには、廻船が九十九里浜最西端の太東岬を目印に帆を降ろして飯綱権現に拝礼し、刑部岬でも海難予防としてと帆を降ろしたことから、太東岬の飯縄寺の本尊である飯綱権現と区別する意味で、刑部岬も飯岡と呼ばれるようになった。なお、廻船が飯縄寺の飯綱権現に拝礼するのは、廻船の航路を発見した土工の七兵衛（河村瑞賢）が、飯綱の兵法によって明暦の大火で江戸城と城下を焼失し、再建のための木材を買い占めて巨富を築いたからである。

### 沿革
- 1703年（元禄15年） - 飯岡大津波（元禄大地震）
- 1874年（明治7年） - 飯岡郵便局開局
- 1877年（明治10年） - 飯岡小学校開校
- 1885年（明治18年） - 三川小学校開校
- 1886年（明治19年） - 飯岡巡査駐在所設置
- 1889年（明治22年）4月1日 - 町村制施行に伴い、上永井村、下永井村、飯岡村、行内村、平松村、横根村、萩園村、岩崎村が合併し、飯岡町（初代）が発足。
- 1947年（昭和22年） - 飯岡中学校開校、三川中学校開校
- 1949年（昭和24年） - 飯岡幼稚園開設
- 1953年（昭和28年） - 飯岡漁港が第1種漁港に指定
- 1954年（昭和29年）3月31日 - 三川村、豊岡村の一部（塙）と合併し、飯岡町（2代目）を新設。
- 1956年（昭和31年） - 飯岡灯台点灯
- 1957年（昭和32年） - 飯岡中学校と三川中学校が統合して飯岡中学校になる
- 1960年（昭和35年） - 三川保育所開設
- 1967年（昭和42年） - 国民宿舎飯岡荘オープン
- 1969年（昭和44年） - 学校給食センター設立
- 1970年（昭和45年） - 飯岡中央保育所開設
- 1973年（昭和48年） - 玉崎神社が県文化財に指定
- 1974年（昭和49年） - 塙保育所開設
- 1976年（昭和51年） - 飯岡商工会館開設
- 1979年（昭和54年） - 飯岡歴史民俗資料館開設
- 1980年（昭和55年） - 国道126号線飯岡バイパス片側2車線開通
- 1983年（昭和58年） - 野球場開設
- 1985年（昭和60年） - 防災無線開始
- 1989年（平成元年）7月 - 第1回いいおかYOU・遊フェスティバル開催
- 1990年（平成2年）2月 - 第1回飯岡しおさいマラソン開催
- 1993年（平成5年） - 国道126号線飯岡バイパス4車線開通
- 2005年（平成17年）7月1日 - 海上町、旭市、香取郡干潟町と合併し、改めて旭市となり廃止[1]。

| 飯岡町町域の変遷（年表） | 飯岡町町域の変遷（年表） | 飯岡町町域の変遷（年表） |
| 年                       | 月日                     | 旧飯岡町町域に関連する行政区域変遷 |
| ------------------------ | ------------------------ | --- |
| 1889年（明治22年）       | 4月1日                   | 町村制施行に伴い、以下の町村がそれぞれ発足。 - 飯岡町 ← 上永井村・下永井村・飯岡村・行内村・平松村・横根村・岩崎村・萩園村 - 三川村 ← 三川村・権田沼新田 - 豊岡村 ← 塙村・八木村・小浜村・親田村・常世田村 |
| 1954年（昭和29年）       | 3月31日                  | 飯岡町・三川村と豊岡村の一部（塙と八木の一部）が合併し飯岡町が発足。 |
| 1957年（昭和32年）       |                          | 飯岡町の一部（三川の一部）は海上町に編入。 |
| 1958年（昭和33年）       |                          | 飯岡町の一部（三川の一部）は銚子市に編入。 |
| 2005年（平成17年）       | 7月1日                   | 飯岡町は旭市・海上町と香取郡干潟町とともに合併し旭市が発足。飯岡町は消滅。 |

| 飯岡町町域の変遷表 | 飯岡町町域の変遷表 | 飯岡町町域の変遷表 | 飯岡町町域の変遷表  | 飯岡町町域の変遷表     | 飯岡町町域の変遷表  | 飯岡町町域の変遷表 | 飯岡町町域の変遷表 |
| 1868年 以前        | 1868年 以前        | 明治22年 4月1日    | 明治22年 - 昭和19年 | 昭和20年 - 昭和64年    | 平成元年 - 現在     | 現在               |                    |
| ------------------ | ------------------ | ------------------ | ------------------- | ---------------------- | ------------------- | ------------------ | ------------------ |
|                    | 上永井村           | 飯岡町             | 飯岡町              | 昭和29年3月31日 飯岡町 | 平成17年7月1日 旭市 | 旭市               |                    |
|                    | 下永井村           | 飯岡町             | 飯岡町              | 昭和29年3月31日 飯岡町 | 平成17年7月1日 旭市 | 旭市               |                    |
|                    | 飯岡村             | 飯岡町             | 飯岡町              | 昭和29年3月31日 飯岡町 | 平成17年7月1日 旭市 | 旭市               |                    |
|                    | 行内村             | 飯岡町             | 飯岡町              | 昭和29年3月31日 飯岡町 | 平成17年7月1日 旭市 | 旭市               |                    |
|                    | 平松村             | 飯岡町             | 飯岡町              | 昭和29年3月31日 飯岡町 | 平成17年7月1日 旭市 | 旭市               |                    |
|                    | 横根村             | 飯岡町             | 飯岡町              | 昭和29年3月31日 飯岡町 | 平成17年7月1日 旭市 | 旭市               |                    |
|                    | 岩崎村             | 飯岡町             | 飯岡町              | 昭和29年3月31日 飯岡町 | 平成17年7月1日 旭市 | 旭市               |                    |
|                    | 萩園村             | 飯岡町             | 飯岡町              | 昭和29年3月31日 飯岡町 | 平成17年7月1日 旭市 | 旭市               |                    |
|                    | 塙村               | 豊岡村 の一部      | 豊岡村の一部        | 昭和29年3月31日 飯岡町 | 平成17年7月1日 旭市 | 旭市               |                    |
|                    | 八木村の一部       | 豊岡村 の一部      | 豊岡村の一部        | 昭和29年3月31日 飯岡町 | 平成17年7月1日 旭市 | 旭市               |                    |
|                    | 三川村             | 三川村             | 三川村              | 昭和29年3月31日 飯岡町 | 平成17年7月1日 旭市 | 旭市               |                    |
|                    | 権田沼新田         | 三川村             | 三川村              | 昭和29年3月31日 飯岡町 | 平成17年7月1日 旭市 | 旭市               |                    |
|                    | 三川村の一部       | 三川村             | 三川村              | 昭和32年 海上町に編入  | 平成17年7月1日 旭市 | 旭市               |                    |
|                    | 三川村の一部       | 三川村             | 三川村              | 昭和33年 銚子市に編入  | 銚子市              | 銚子市             |                    |

## 産業

### 農業
- メロン「飯岡貴味メロン」
- イチゴ「女峰」「さちのか」「とちおとめ」
- トマト「桃太郎」

### 漁業
- 飯岡漁港

## 地域

### 教育
小学校
- 飯岡町立飯岡小学校 → 旭市立飯岡小学校
- 三川村立三川小学校 → 飯岡町立三川小学校 → 旭市立三川小学校

中学校
- 飯岡町立飯岡中学校 + 三川村立三川中学校 → 飯岡町立飯岡中学校 → 旭市立飯岡中学校

### 観光
- 飯岡海岸海水浴場 - 海水浴場の横ではサーフィンや釣りが楽しめる。
- 飯岡灯台
- 飯岡刑部岬展望館〜光と風〜 - 日の出、日の入り、夜景が美しい。
- 飯岡風車群 - 丘の上に風力発電の大きな風車が並んでいる。
- 玉崎神社
- 飯岡町歴史民俗資料館

### イベント
- 飯岡しおさいマラソン大会 - 2月の第一日曜日に開催。
- 飯岡海浜花火大会 - 7月最終土曜日に開催
- いいおかYOU・遊フェスティバル - 7月最終土曜日,日曜日に開催

### 寺刹
- 東福寺 - 真言宗
- 地福寺 - 真言宗
- 福蔵寺 - 真言宗
- 寶蔵寺 - 真言宗
- 重蔵寺 - 真言宗
- 花蔵院 - 真言宗
- 密蔵院 - 真言宗
- 海光寺 - 真言宗
- 東圓寺 - 真言宗
- 妙長寺 - 真言宗
- 観音寺 - 真言宗
- 定慶寺 - 真言宗
- 證誠院 - 真言宗
- 正善院 - 真言宗
- 善照院 - 真言宗
- 彌勒院 - 真言宗
- 阿彌陀院 - 真言宗
- 光台寺 - 浄土真宗
- 蓮城寺 - 日蓮宗（旭市塙1292）

## 交通

### 鉄道
町内を鉄道は通っていない。最寄り駅は、JR東日本総武本線飯岡駅。なお、同駅は名前は同じ飯岡であるものの、所在地は海上町（2005年合併後は、旭市の海上地区）となっている。

### 道路
一般国道
- 国道126号

主要地方道
- 千葉県道30号飯岡一宮線（九十九里ビーチライン）

一般県道
- 千葉県道122号飯岡片貝線
- 千葉県道210号飯岡停車場線
- 千葉県道211号飯岡猿田停車場線
- 千葉県道216号飯岡松岸停車場線

## 出身有名人
- 荒井のり子（陸上競技選手）
- 飯岡助五郎（網元、博徒）
- 石毛郁治（化学技術者、名誉町民第1号）
- 石田丹治（彫刻家）
- 海上胤平（歌人）
- 尾上旭（プロ野球選手）
- 幸進龍悠矢（力士）
- 菅生隆之（俳優、声優）
- 高品格（俳優）
- 高野栄治（フリーライター、数学研究家）
- 高橋順子（詩人、随筆家）
- 田原康生（郵政・総務技官）[3]
- ちばてつや（漫画家）
- 仲條正義（デザイナー）